# Kent Davyduke
Kent Davyduke (né le 10 août 1979 à Saskatoon, Saskatchewan au Canada) est un ancien joueur canadien de hockey sur glace.

## Carrière de joueur
Après une carrière universitaire avec les Badgers du Wisconsin, il devint professionnel en se joignant aux Titans de Trenton de l'ECHL. Il n'y joua que vingt parties avant de passer aux Sea Wolves du Mississippi. Il joua aussi au niveau de la Ligue américaine de hockey lors de cette première saison professionnelle.
En 2003-04, il aida les Royals de Reading à atteindre les séries éliminatoires. Ce fut aussi la saison la plus productive de sa carrière. Il se retira au terme de la saison suivante après un passage dans le Championnat d'Écosse de hockey sur glace avec les Fife Flyers.

## Statistiques
| Saison    | Équipe                    | Ligue            |    | Saison régulière | Saison régulière | Saison régulière | Saison régulière | Saison régulière |   | Séries éliminatoires | Séries éliminatoires | Séries éliminatoires | Séries éliminatoires | Séries éliminatoires |
| Saison    | Équipe                    | Ligue            | PJ | B                | A                | Pts              | Pun              | PJ               | B | A                    | Pts                  | Pun                  |                      |                      |
| 1998-1999 | Badgers du Wisconsin      | NCAA             | 33 | 2                | 3                | 5                | 16               | -                | - | -                    | -                    | -                    |                      |                      |
| 1999-2000 | Badgers du Wisconsin      | NCAA             | 30 | 4                | 7                | 11               | 21               | -                | - | -                    | -                    | -                    |                      |                      |
| 2000-2001 | Badgers du Wisconsin      | NCAA             | 37 | 11               | 18               | 29               | 51               | -                | - | -                    | -                    | -                    |                      |                      |
| 2001-2002 | Badgers du Wisconsin      | NCAA             | 35 | 8                | 25               | 33               | 81               | -                | - | -                    | -                    | -                    |                      |                      |
| 2002-2003 | Titans de Trenton         | ECHL             | 20 | 7                | 13               | 20               | 21               | -                | - | -                    | -                    | -                    |                      |                      |
| 2002-2003 | Sea Wolves du Mississippi | ECHL             | 25 | 12               | 24               | 36               | 26               | 12               | 3 | 9                    | 12                   | 8                    |                      |                      |
| 2002-2003 | Bears de Hershey          | LAH              | 12 | 2                | 3                | 5                | 0                | -                | - | -                    | -                    | -                    |                      |                      |
| 2002-2003 | Monarchs de Manchester    | LAH              | 13 | 1                | 0                | 1                | 9                | -                | - | -                    | -                    | -                    |                      |                      |
| 2003-2004 | Royals de Reading         | ECHL             | 68 | 26               | 27               | 53               | 81               | 15               | 3 | 11                   | 14                   | 52                   |                      |                      |
| 2003-2004 | Bears de Hershey          | LAH              | 2  | 0                | 0                | 0                | 0                | -                | - | -                    | -                    | -                    |                      |                      |
| 2004-2005 | Fife Flyers               | Crossover League | 6  | 3                | 2                | 5                | 16               | -                | - | -                    | -                    | -                    |                      |                      |
| 2004-2005 | Fife Flyers               | SPHL             | 6  | 5                | 6                | 11               | 4                | -                | - | -                    | -                    | -                    |                      |                      |